# گرینویچ (کنتیکت)
گرینویچ، کنتیکت (به انگلیسی: Greenwich) یک سکونتگاه مسکونی در ایالات متحده آمریکا است که در کنتیکت واقع شده‌است.

## خصوصیات
گرینویچ ۱۷۴٫۰ کیلومترمربع مساحت و ۶۲٬۳۹۶ نفر جمعیت دارد و ۱۷ متر بالاتر از سطح دریا واقع شده‌است.